# Spilosoma marqinata
Spilosoma marqinata là một loài bướm đêm thuộc phân họ Arctiinae, họ Erebidae.